# Рудольф Кляйн-Роґґе
Рудо́льф Кляйн-Ро́ґґе (нар. 24 листопада 1885 — пом. 29 травня 1955) — німецький актор, популярний у німецькому кіно 1920-1930-х років. 

## Біографія і творчість
Навчався акторській майстерності у Берліні й Бонні. Завоював популярність, дебютувавши в ролі Кассіуса у виставі за п'єсою Шекспіра «Юлій Цезар» у 1909 році, з якою він об'їхав туром по Дюсельдорфу, Кілю та Ахену. У Ахені Клайн-Роґґе зустрів актрису і сценариста Теа фон Гарбоу; їх весілля відбулося у 1914 році. У 1915 році увійшов до трупи Нюрнберзького театру як актор і режисер. З 1918 по 1924 роки — актор Берлінського театру Lessing.
У 1919 році дебютував у кіно. Під час зйомок у експресіоністського фільму «Кабінет доктора Калігарі» у фон Гарбоу почався роман з Фріцем Лангом; у 1920 році вона розвелася з Рудольфом і вийшла заміж за Ланга. Незважаючи на розлучення, Теа і Рудольф разом працювали у фільмах Ланга «Втомлена Смерть», «Доктор Мабузе, гравець», «Нібелунги», «Метрополіс» і «Шпигуни». Їх останньою спільною роботою став фільм «Заповіт доктора Мабузе». Згодом Клайн-Роґґе зіграв у двох фільмах, які зрежисувала його колишня дружина.
З приходом до влади у Німеччині Гітлера у 1933 році і від'їздом Ланга з країни Кляйн-Роґґе знімається в основному в епізодичних ролях. У 1942 році міністр пропаганди і культури Геббельс забороняє акторові грати в кіно. У 1949 році Рудольф зробив останньою спробу повернутися в кінематограф (фільм «Hexen»).
Після розлучення з Теа фон Харбоу Кляйн-Роґґе був ще тричі одружений. Зі шведською акторкою Мері Джонсон, останньою дружиною, він прожив з 1932 року до своєї смерті.

## Обрана фільмографія
Всього знявся у 88 фільмах.

| Рік  |   | Українська назва              | Оригінальна назва                           | Роль                         |
| ---- | - | ----------------------------- | ------------------------------------------- | ---------------------------- |
| 1919 | ф | Морфій                        | Morphium                                    |                              |
| 1920 | ф | Кабінет доктора Калігарі      | Das Cabinet des Dr. Caligari                | злочинець (не в титрах)      |
| 1921 | ф | Втомлена Смерть               | Der müde Tod                                | дервіш / Джіроламо           |
| 1922 | ф | Доктор Мабузе, гравець        | Dr. Mabuse, der Spieler — Ein Bild der Zeit | Доктор Мабузе                |
| 1924 | ф | Нібелунги                     | Die Nibelungen                              | король Етцель (Аттіла)       |
| 1925 | ф | Корсар П'єтро                 | Pietro der Korsar                           | капітан корсарів Сальватор   |
| 1926 | ф |                               | Die lachende Grille                         | Россіні                      |
| 1927 | ф | Казанова                      | Casanova                                    | цар Петро III                |
| 1927 | ф | Метрополіс                    | Metropolis                                  | К. А. Ротванг                |
| 1928 | ф | Волга-Волга                   | Wolga Wolga                                 | козак Хаджи-Алі              |
| 1928 | ф | Шпигуни                       | Spies                                       | Хайґі                        |
| 1930 | ф | Княжна Тараканова             | Tarakanova                                  | Шувалов                      |
| 1933 | ф | Заповіт доктора Мабузе        | Das Testament des Dr. Mabuse                | Доктор Мабузе                |
| 1935 | ф | Козак і нічний соловей        | Der Kosak und die Nachtigall                | Дшахід-бей                   |
| 1936 | ф | Мораль                        | Moral                                       | начальник поліції фон Сімбах |
| 1937 | ф | Мадам Боварі                  | Madame Bovary                               | професор Каніве              |
| 1939 | ф |                               | Menschen vom Varieté                        | комісар Вейдеман             |
| 1939 | ф | Роберт Кох, переможець смерті | Robert Koch, der Bekämpfer des Todes        |                              |
| 1940 | ф | Серце Королеви                | Das Herz der Königin                        | генерал Рутвен               |
| 1942 | ф |                               | Hochzeit auf Bärenhof                       | санітар                      |